# Buddleja globosa
Buddleja globosa és una planta medicinal originària de l'Argentina, Bolívia, Xile i el Perú. A Xile creix als boscos laurifolis i als boscos perennes.

## Descripció

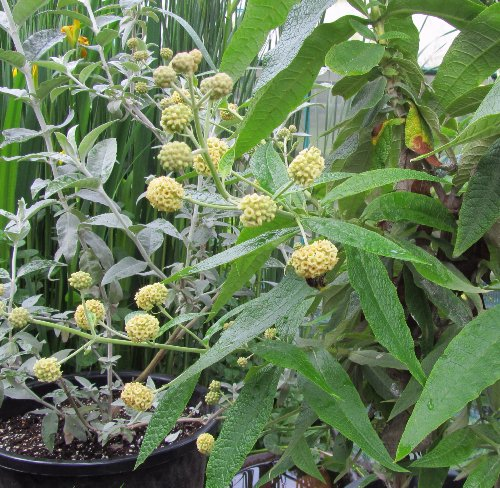
Inflorescència

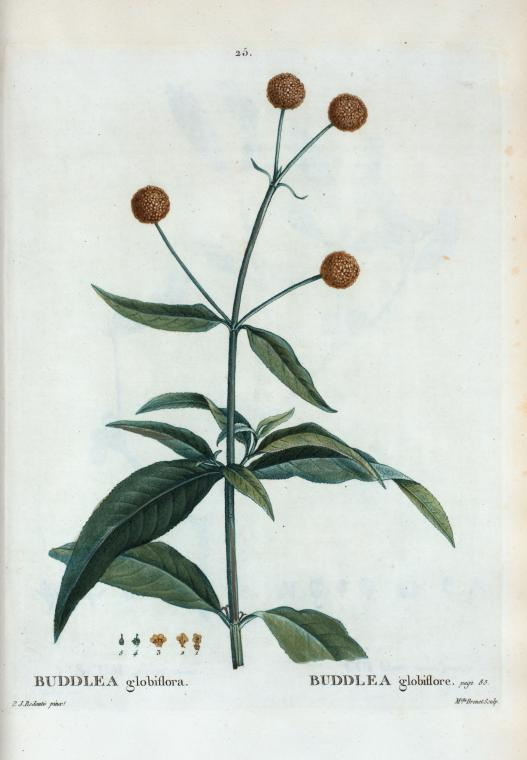
Il·lustració

Arbust perenne que arriba a mesurar uns 4 m d'alçada. Té fulles lanceolades, oposades, que poden arribar a mesurar 25 cm de longitud, rugoses, de color verd fosc pel feix i verd blanquinós i pubescents pel revés, amb nervadura molt evident. Les seves flors tubulars, creixen en inflorescències globoses de color groc, particularment aromàtiques. El seu fruit és una càpsula. Floreix de novembre a gener.

## Usos
La medicina popular li atribueix propietats cicatritzants, és així com la infusió de les fulles és usada de forma tòpica per al tractament de ferides, cremades, inflamacions, mal de coll, tos, úlceres externes i internes, etc. Estudis químics d'aquesta espècie han permès aïllar flavonoides glicosídics, feniletanoids, iridoides, triterpenoides, di i sesquiterpenoides. També és molt útil pel mal de panxa i infeccions urinàries.

## Taxonomia
Buddleja globosa va ser descrita per John Hope i publicada a Verhandelingen uitgegeeven door de hollandse maatschappy der weetenschappen, te Haarlem 20(2): 417–418, pl. 11. 1782.

### Etimologia
- Buddleja: nom genèric atorgat en honor d'Adam Buddle, botànic i rector a Essex, Anglaterra.
- globosa: epítet llatí que significa "esfèrica, amb forma de globus".[8]

#### Sinonímia
- Buddleja capitata Jacq.
- Buddleja connata Ruiz & Pav.
- Buddleja globifera Mirb.[9]